# Barranc de Camarles
El barranc de Camarles és un barranc del Baix Ebre, que neix a la confluència dels barrancs de Barcelles i de la Fullola desemboca al canal nou de Camarles.